# Quận Washington, Pennsylvania
Quận Washington là một quận trong tiểu bang Pennsylvania, Hoa Kỳ. Quận lỵ đóng ở Washington.. Theo điều tra dân số năm 2010 của Cục điều tra dân số Hoa Kỳ, quận có dân số 207.820 người.
Quận được thành lập ngày 28 tháng 3 năm 1781, từ một phần của quận Westmoreland. Cả quận và thành phố đã được đặt tên theo nhà lãnh đạo cách mạng mỹ George Washington, sau này trở thành Tổng thống đầu tiên của Hoa Kỳ.
Quận Washington được bao gồm trong khu vực thống kê đô thị Pittsburgh.

## Địa lý
Theo Cục điều tra dân số Hoa Kỳ, quận có diện tích 2230 km², trong đó có 10 km2 là diện tích mặt nước.